# Bootham Cemetery
Bootham Cemetery is een Britse militaire begraafplaats met gesneuvelden uit de Eerste Wereldoorlog, gelegen in het Franse dorp Héninel (departemnet Pas-de-Calais). De begraafplaats werd ontworpen door George Goldsmith en ligt op 1.300 m ten oosten van het dorpscentrum (Église Saint-Germain) aan een landweg die naar Chérisy leidt. Het terrein heeft een driehoekig grondplan met een oppervlakte van ongeveer 900 m² en wordt omsloten door een natuurstenen muur die afgedekt is met witte boorstenen. In de open toegang staan acht paaltjes verbonden door kettingen. Het Cross of Sacrifice staat direct na de toegang. De graven liggen in een rij tegen de langste zijde van de begraafplaats.
De begraafplaats wordt onderhouden door de Commonwealth War Graves Commission.

## Geschiedenis
Op 12 april 1917, tijdens de Slag bij Arras, werd het dorp door de 56th (London) en de 21st Division tijdens een sneeuwstorm veroverd. De volgende twee dagen veroverde de 50th (Northumbrian) Dvision de Wancourt-toren, een onderdeel van de Hindenburglinie. De begraafplaats is vernoemd naar een loopgraaf, die op zijn beurt de naam kreeg van de Bootham School in Yorkshire en werd in april 1917 aangelegd door de Burial Officer van de 56th Division. Op de begraafplaats liggen 186 Britten begraven waaronder 71 niet geïdentificeerde.